# Thomas W. Thompson

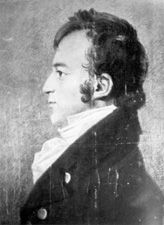
Thomas W. Thompson

Thomas Weston Thompson (* 15. März 1766 in Boston, Massachusetts Bay Colony; † 1. Oktober 1821 in Concord, New Hampshire) war ein US-amerikanischer Politiker (Föderalistische Partei), der den Bundesstaat New Hampshire in beiden Kammern des US-Kongresses vertrat.
Thompson besuchte zunächst die Dummer Academy, eine Privatschule in Byfield, und schrieb sich dann an der Harvard University ein, wo er 1786 seinen Abschluss machte. Danach studierte er die Rechtswissenschaften, wurde 1791 in die Anwaltskammer aufgenommen und begann darauf als Jurist in Salisbury (New Hampshire) zu arbeiten. In diesem Ort fungierte er auch zwischen 1798 und 1803 als Postmeister. Von 1801 bis 1821 war Thompson überdies Kuratoriumsmitglied des Dartmouth College. Im Jahr 1810 zog er nach Concord, wo er weiter seiner juristischen Tätigkeit nachging.
Seine politische Laufbahn begann mit der Wahl ins Repräsentantenhaus der Vereinigten Staaten, dem er vom 4. März 1805 bis zum 3. März 1807 angehörte. Unmittelbar im Anschluss zog er ins Repräsentantenhaus von New Hampshire ein. Dort verblieb er ein Jahr lang; eine weitere Amtsperiode in der Parlamentskammer folgte zwischen 1813 und 1814. Dabei war er auch der Speaker des Hauses. Zwischen 1809 und 1811 hatte Thompson auch das Amt des State Treasurer von New Hampshire inne. Schließlich wurde er 1814 in den US-Senat gewählt, wo er am 24. Juni dieses Jahres die Nachfolge des verstorbenen Nicholas Gilman antrat. Seine Amtszeit dort endete am 3. März 1817; danach kehrte er nach New Hampshire zurück.